# Guy Whittingham
Guy Whittingham (* 10. November 1964 in Evesham) ist ein ehemaliger englischer Fußballspieler. Nach dem Ende der aktiven Karriere war er zeitweise als Trainer tätig.

## Sportlicher Werdegang
Whittingham begann seine Laufbahn beim FC Waterlooville in der Southern League und wechselte 1988 in die Football Conference zu Yeovil Town. Nach einer Spielzeit ging er zum FC Portsmouth in die Second Division, der nach finanziellen Schwierigkeiten von Jim Gregory übernommen worden war und sich nach dem kurz zuvor erfolgten Abstieg aus der First Division im Umbruch befand. In der Spielzeit 1992/93 reüssierte er als regelmäßiger Torschütze und wurde mit 42 Saisontoren Torschützenkönig, als der Klub als Tabellendritter nur aufgrund der schlechteren Tordifferenz gegenüber dem punktgleichen Konkurrenten West Ham United den direkten Aufstieg in die Premier League verpasste. In den Play-offs scheiterte die Mannschaft im Halbfinale an Leicester City.
Whittingham schloss sich im Sommer 1993 dem Erstligisten Aston Villa an, blieb aber als Torschütze hinter den Erwartungen und wurde im Frühjahr 1994 an den Zweitligisten Wolverhampton Wanderers verliehen. Dabei hatte Graham Turner ihn zum Klub geholt, dieser war aber zwischenzeitlich durch Graham Taylor ersetzt worden und der Nachfolger sprach sich gegen eine dauerhafte Verpflichtung aus. Zwischenzeitlich wieder nach Birmingham zurückgekehrt, wurde er im Dezember 1994 zu Sheffield Wednesday transferiert. Nachdem er unter den Trainern Trevor Francis, David Pleat und Ron Atkinson abschnittsweise Stammspieler gewesen war, rückte er unter dem im Sommer 1998 verpflichteten Danny Wilson ins zweite Glied. Ab November des Jahres wurde er nacheinander an seine Ex-Klubs Wolverhampton Wanderers und FC Portsmouth sowie den FC Watford verliehen. Im Sommer 1999 kehrte er dauerhaft zum FC Portsmouth zurück und war unter Alan Ball über weite Strecken Stammspieler. Anfang 2000 übernahm Tony Pulis das Traineramt, unter dem er vermehrt auf der Ersatzbank Platz nehmen musste. Anschließend wurde er an Peterborough United und Oxford United verliehen, ehe er im Frühjahr 2001 zu den Wycombe Wanderers wechselte. Mit dem Klub stand er im FA Cup 2000/01 im Halbfinale, nach einer 1:2-Niederlage gegen den späteren Titelträger FC Liverpool wurde der Finaleinzug verpasst.
Whittingham ließ beim FC Newport IOW und beim AFC Newbury als Spielertrainer im Non-League football seine aktive Laufbahn ausklingen. Ab 2006 war er Teil des Trainerteams beim FC Eastleigh in der Conference South, ehe er Anfang 2009 zum FC Portsmouth zurückkehrte. Dort war er als Entwicklungs- und Techniktrainer und rückte am 14. Oktober 2011 nach der Trennung von Steve Cotterill gemeinsam mit Stuart Gray kurzzeitig zum Interimstrainer auf, ehe Michael Appleton als neuer Cheftrainer verpflichtet wurde. Im Frühjahr 2012 wurden die finanziellen Probleme des Klubs immanent, so dass dieser unter Zwangsverwaltung gestellt wurde und nach dem Abstieg in die drittklassige EFL League One im Sommer des Jahres alle Spielerverträge ihre Gültigkeit verloren. Als Appleton im November einem Angebot des FC Blackpool folgte, rückte Whittingham nach. Erst als der Verein im April 2013 aus der Zwangsverwaltung genommen wurde, erhielt er eine offizielle Anstellung als Cheftrainer. Dabei hatte er erst kurz zuvor am 2. März mit einem 2:1-Auswärtserfolg bei Crewe Alexandra eine Serie von 23 sieglosen Pflichtspielen der aus Jugend- und abösefrei verpflichteten Spielern zusammengewürfelten Mannschaft beendet. Der mit einem Abzug von zehn Punkten bestrafte Klub verpasste als Schlusslicht den Klassenerhalt und rutschte auch in der Football League Two in den Abstiegskampf, so dass Whittingham im November 2013 gehen musste. Kurze Zeit später wurde er Assistent von John Gregory, der den Drittligisten Crawley Town übernommen hatte. Im April des folgenden Jahres verließ er den Klub wieder und fand eine Anstellung als Trainerausbilder beim Verband The Football Association.